# NGC 6682
NGC 6682 est un nuage étoiles, ou un amas ouvert, situé dans la constellation de l'Écu de Sobieski. L'astronome britannique John Herschel a enregistré la position de ce groupe d'étoiles le 25 juillet 1827.
Les bases de données NASA/IPAC et Simbad indiquent que NGC 6682 est un amas ouvert. Pourtant, NGC 6682 ne figure pas dans la base de données WBDA, un site WEB consacré aux amas ouverts. De plus, dans une publication de 2011, A. L. Tadross écrit qu'il a scruté 12 candidats au titre d'amas ouvert, mais qu'ils ne sont pas bien définis et difficilement séparable du champ des étoiles environnantes. NGC 6682 fait partie de sa liste.  